# Ángel Ledesma
Ángel Ledesma (n. Quevedo, Ecuador; 22 de junio de 1993) es un futbolista ecuatoriano. Juega como delantero y su equipo actual es el Club Deportivo Macará de la Serie A de Ecuador.

## Trayectoria
A inicios del 2024 fue fichado por Los Chankas, siendo su primera experiencia en el extranjero. Tuvo una temporada aceptable en el cuadro chanka contando con regularidad y anotando 6 goles, sin embargo, no pudo conseguir un torneo internacional.

## Selección nacional

### Categorías inferiores

#### Participaciones en Sudamericanos
| Campeonato                  | Sede      | Resultado   | Partidos | Goles |
| --------------------------- | --------- | ----------- | -------- | ----- |
| Sudamericano Sub-20 de 2013 | Argentina | Sexto lugar | 5        | 0     |

## Estadísticas

### Clubes
Actualizado al último partido disputado el 17 de agosto de 2025.
| Club                                   | Div.          | Temporada     | Liga  | Liga  | Copas nacionales | Copas nacionales | Copas internacionales | Copas internacionales | Total | Total |
| Club                                   | Div.          | Temporada     | Part. | Goles | Part.            | Goles            | Part.                 | Goles                 | Part. | Goles |
| -------------------------------------- | ------------- | ------------- | ----- | ----- | ---------------- | ---------------- | --------------------- | --------------------- | ----- | ----- |
| Macará · Ecuador                       | 1.ª           | 2008          | 0     | 0     | —                | —                | —                     | —                     | 0     | 0     |
| Macará · Ecuador                       | 1.ª           | 2009          | 0     | 0     | —                | —                | —                     | —                     | 0     | 0     |
| Macará · Ecuador                       | 1.ª           | 2010          | 10    | 0     | —                | —                | —                     | —                     | 10    | 0     |
| Liga Deportiva Universitaria · Ecuador | 1.ª           | 2011          | 3     | 0     | —                | —                | —                     | —                     | 3     | 0     |
| Liga Deportiva Universitaria · Ecuador | Total club    | Total club    | 3     | 0     | 0                | 0                | 0                     | 0                     | 3     | 0     |
| Macará · Ecuador                       | 1.ª           | 2012          | 10    | 1     | —                | —                | —                     | —                     | 10    | 1     |
| Macará · Ecuador                       | 1.ª           | 2013          | 15    | 3     | —                | —                | —                     | —                     | 15    | 3     |
| Macará · Ecuador                       | 2.ª           | 2014          | 39    | 11    | —                | —                | —                     | —                     | 39    | 11    |
| Macará · Ecuador                       | 2.ª           | 2015          | 22    | 9     | —                | —                | —                     | —                     | 22    | 9     |
| Aucas · Ecuador                        | 1.ª           | 2015          | 17    | 1     | —                | —                | —                     | —                     | 17    | 1     |
| Aucas · Ecuador                        | Total club    | Total club    | 17    | 1     | 0                | 0                | 0                     | 0                     | 17    | 1     |
| Macará · Ecuador                       | 2.ª           | 2016          | 36    | 7     | —                | —                | —                     | —                     | 36    | 7     |
| Macará · Ecuador                       | 1.ª           | 2017          | 5     | 0     | —                | —                | —                     | —                     | 5     | 0     |
| América de Quito · Ecuador             | 2.ª           | 2017          | 23    | 11    | —                | —                | —                     | —                     | 23    | 11    |
| América de Quito · Ecuador             | Total club    | Total club    | 23    | 11    | 0                | 0                | 0                     | 0                     | 23    | 11    |
| Delfín S. C. · Ecuador                 | 1.ª           | 2018          | 6     | 0     | —                | —                | 2                     | 0                     | 8     | 0     |
| Delfín S. C. · Ecuador                 | Total club    | Total club    | 6     | 0     | 0                | 0                | 2                     | 0                     | 8     | 0     |
| Manta F. C. · Ecuador                  | 2.ª           | 2019          | 24    | 8     | —                | —                | —                     | —                     | 24    | 8     |
| Manta F. C. · Ecuador                  | 2.ª           | 2020          | 17    | 9     | —                | —                | —                     | —                     | 17    | 9     |
| Manta F. C. · Ecuador                  | 1.ª           | 2021          | 27    | 2     | —                | —                | —                     | —                     | 27    | 2     |
| Manta F. C. · Ecuador                  | 2.ª           | 2022          | 33    | 10    | 2                | 0                | —                     | —                     | 35    | 10    |
| Manta F. C. · Ecuador                  | 2.ª           | 2023          | 29    | 9     | —                | —                | —                     | —                     | 29    | 9     |
| Manta F. C. · Ecuador                  | Total club    | Total club    | 130   | 38    | 2                | 0                | 0                     | 0                     | 132   | 38    |
| Los Chankas · Perú                     | 1.ª           | 2024          | 32    | 6     | —                | —                | —                     | —                     | 32    | 6     |
| Los Chankas · Perú                     | Total club    | Total club    | 32    | 6     | 0                | 0                | 0                     | 0                     | 32    | 6     |
| El Nacional · Ecuador                  | 1.ª           | 2025          | 11    | 1     | 1                | 0                | 4                     | 2                     | 16    | 3     |
| El Nacional · Ecuador                  | Total club    | Total club    | 11    | 1     | 1                | 0                | 4                     | 2                     | 16    | 3     |
| Macará · Ecuador                       | 1.ª           | 2025          | 9     | 2     | 0                | 0                | —                     | —                     | 9     | 2     |
| Macará · Ecuador                       | Total club    | Total club    | 146   | 33    | 0                | 0                | 0                     | 0                     | 146   | 33    |
| Total carrera                          | Total carrera | Total carrera | 368   | 90    | 3                | 0                | 6                     | 2                     | 377   | 92    |
| 1. 2.                                  |               |               |       |       |                  |                  |                       |                       |       |       |

## Palmarés

### Campeonatos nacionales
| Título  | Club   | País    | Año  |
| ------- | ------ | ------- | ---- |
| Serie B | Macará | Ecuador | 2016 |